# Referendo na Sérvia em 1998
Um referendo sobre a mediação estrangeira no Kosovo foi realizado na República da Sérvia em 23 de abril de 1998.  Os eleitores foram perguntados "Você aprova a participação de representantes estrangeiros na resolução dos problemas do Kosovo e Metohija?".  A proposta foi rejeitada por 96,53% dos eleitores.  O referendo foi boicotado pelos kosovares albaneses. 

## Antecedentes
O presidente sérvio Slobodan Milosevic propôs o referendo em 2 de abril, porém requereu uma alteração da lei que determinava que os referendos só poderiam ser realizados 30 dias após seu anúncio, a fim de tê-lo realizado antes do ultimato das grandes potências para tomar uma decisão até 25 de abril.  Em 6 de abril, a Assembleia Nacional aprovou uma lei que reduzia o prazo para 15 dias com uma votação de 205 votos a favor e nove contra.  O referendo foi aprovado no dia seguinte por uma votação de 193 a quatro.

## Resultados
| Opção                             | Votos     | %     |
| --------------------------------- | --------- | ----- |
| Favorável                         | 180,692   | 3.47  |
| Contrário                         | 5.017.383 | 96.53 |
| Votos inválidos / brancos         | 99,701    | –     |
| Total                             | 5.297.776 | 100   |
| Eleitores registrados / afluência | 7.243.750 | 73.05 |
| Fonte: Direct Democracy           |           |       |